# Chrysallida africana
Chrysallida africana is een slakkensoort uit de familie van de Pyramidellidae. De wetenschappelijke naam van de soort is voor het eerst geldig gepubliceerd in 1996 door van Aartsen & Corgan.